# Apatura rotellata
Apatura rotellata är en fjärilsart som beskrevs av Cabeau 1910. Apatura rotellata ingår i släktet Apatura och familjen praktfjärilar. Inga underarter finns listade i Catalogue of Life.